# Кубок Естонії з футболу
Ку́бок Есто́нії з футбо́лу (ест. Eesti Karikas) — футбольний турнір в Естонії,  в якому визначається володар національного кубка. Переможець турніру отримує право грати в 1-му кваліфікаційному раунді Ліги конференцій УЄФА. Заснований у 1938 році.

## Фінальні матчі
| Сезон   | Володар               | Рахунок        | Фіналіст                |
| ------- | --------------------- | -------------- | ----------------------- |
| 1938    | Спорт (1)             | 1–1 (дч)       | Ялгпалі                 |
| 1938    | Спорт (1)             | 2–1 (дч)       | Ялгпалі                 |
| 1939    | Ялгпалі (1)           | 4–1            | Калев (Таллінн)         |
|         |                       |                |                         |
| 1992–93 | Нікол (1)             | 0–0 (пен. 4–2) | Норма                   |
| 1993–94 | Норма (1)             | 4–1            | Транс (Нарва)           |
| 1994–95 | Флора (1) Д           | 2–0            | Лантана                 |
| 1995–96 | Таллінна Садам (1)    | 2–0            | Еесті Пилевківі (Йихві) |
| 1996–97 | Таллінна Садам (2)    | 3–2            | Лантана                 |
| 1997–98 | Флора (2) Д           | 3–2            | Лантана                 |
| 1998–99 | Левадія Маарду (1)1 Д | 3–2            | Тулевік                 |
| 1999–00 | Левадія Маарду (2)1 Д | 2–0            | Тулевік                 |
| 2000–01 | Транс (Нарва) (1)     | 1–0 (дч)       | Флора                   |
| 2001–02 | Левадія (1)1          | 2–0            | Левадія Маарду1         |
| 2002–03 | ТВМК (1)              | 2–2 (пен. 4–1) | Флора                   |
| 2003–04 | ФКІ Левадія (3) Д     | 3–0            | ТВМК                    |
| 2004–05 | ФКІ Левадія (4)       | 1–0            | ТВМК                    |
| 2005–06 | ТВМК (2)              | 1–0            | Флора                   |
| 2006–07 | ФКІ Левадія (5) Д     | 3–0            | Транс (Нарва)           |
| 2007–08 | Флора (3)             | 3–1            | Таммека                 |
| 2008–09 | Флора (4)             | 0–0 (пен. 4–3) | Нимме Калью             |
| 2009–10 | Левадія (6)           | 3–0            | Флора                   |
| 2010–11 | Флора (5) Д           | 2–0            | Транс (Нарва)           |
| 2011–12 | Левадія (7)           | 3–0            | Транс (Нарва)           |
| 2012–13 | Флора (6)             | 3–1            | Нимме Калью             |
| 2013–14 | Левадія (8) Д         | 4–0            | Сантос                  |
| 2014–15 | Нимме Калью (1)       | 2–0            | Пайде                   |
| 2015–16 | Флора (7)             | 3–0 (дч)       | Калев (Сілламяе)        |
| 2016–17 | ФКІ Таллінн (1)       | 2–0            | Таммека (Тарту)         |
| 2017–18 | ФКІ Левадія (9)       | 1–0            | Флора                   |
| 2018–19 | Транс (Нарва) (2)     | 2–1 (дч)       | Нимме Калью             |
| 2019–20 | Флора (8)             | 2–1            | Транс (Нарва)           |
| 2020–21 | ФКІ Левадія (10)      | 1–0            | Флора                   |
| 2021–22 | Пайде (1)             | 1–0            | Нимме Калью             |
| 2022–23 | Транс (Нарва) (1)     | 1–2            | Флора                   |
| 2023–24 | ФКІ Левадія (11)      | 4–2            | Пайде                   |
| 2024–25 | Нимме Калью (2)       | 3–3 (пен. 4–1) | ФКІ Левадія             |

1Левадія була заснована як ФК Левадія Маарду. До 2004 ФК Левадія Таллінн був окремою командою, що належав металургійній компанії «Левадія». У 2004 клуби були об'єднані з пропискою в Таллінні та отримавши сучасну назву Левадія Таллінн, інший клуб отримав назву після злиття Левадія-2.
Д – Чемпіон Естонії який здобув також і Кубок вказаний літерою Д.

## Переможці
| Титулів | Клуб           | Сезони                                                                                            |
| ------- | -------------- | ------------------------------------------------------------------------------------------------- |
| 11      | ФКІ Левадія    | 1998-99, 1999-00, 2003-04, 2004-05, 2006-07, 2009-10, 2011-12, 2013-14, 2017-18, 2020-21, 2023-24 |
| 8       | Флора          | 1994-95, 1997-98, 2007-08, 2008-09, 2010-11, 2012-13, 2015-16, 2019-20                            |
| 3       | Транс          | 2000-01, 2018-19, 2022-23                                                                         |
| 2       | Таллінна Садам | 1995-96, 1996-97                                                                                  |
| 2       | Нимме Калью    | 2014-15, 2024-25                                                                                  |
| 2       | ТВМК           | 2002-03, 2005-06                                                                                  |
| 1       | Спорт          | 1938                                                                                              |
| 1       | Ялгпалі        | 1939                                                                                              |
| 1       | Нікол          | 1992-93                                                                                           |
| 1       | Норма          | 1993-94                                                                                           |
| 1       | Левадія-2      | 2001-02                                                                                           |
| 1       | ФКІ Таллінн    | 2016-17                                                                                           |
| 1       | Пайде          | 2021-22                                                                                           |